# Édgar Solís
Édgar Iván Solís Castillón (Tepatitlán de Morelos, 5 marzo 1987) è un ex calciatore messicano, di ruolo centrocampista.